# Michiyo Yasuda
Michiyo Yasuda (jap. 保田 道世 Yasuda Michiyo, * 28. April 1939 in Nakano; † 5. Oktober 2016 in der Präfektur Tokio) war eine japanische Animatorin. Sie ist vor allem für ihre Arbeiten für das Studio Ghibli bekannt.

## Leben
Yasuda wurde als eines von sechs Kindern eines Professors im Tokioter Stadtbezirk Nakano geboren. 1958 trat sie dem Filmstudio Tōei Animation bei und traf dort auf Isao Takahata und Hayao Miyazaki. Sie wirkte zunächst bei Takahatas Film Taiyō no Ōji: Horusu no Daibōken (1968) mit und wechselte anschließend zu Shin-Ei Animation und daraufhin zu Nippon Animation. Dort arbeitete sie für Takahata an der Serie Marco mit. Bei ihrem nächsten Projekt Mirai Shōnen Conan (1978) von Miyazaki leitete sie erstmals die gesamte Farbauswahl der Serie. 1984 folgte Nausicaä aus dem Tal der Winde, dessen Erfolg 1985 zur Gründung des Studio Ghibli führte. Anschließend war sie bis zu ihrem Ruhestand Leiterin der Farbabteilung. Ihr letzter Film in dieser Funktion war Ponyo – Das große Abenteuer am Meer (2008). 2011 wurde ihr bei den Japanese Movie Critics Awards eine Auszeichnung für ihr Lebenswerk in der Animation verliehen. Bei Wie der Wind sich hebt (2013) war sie Beraterin für das Farbdesign.
Yasuda verstarb am 5. Oktober 2016 nach einer Krankheit im Alter von 77 Jahren.

## Filmografie (Auswahl)

### Kinofilme
- 1968: Taiyō no Ōji: Horusu no Daibōken
- 1969: Nagagutsu wo Haita Neko
- 1972: Die Abenteuer des kleinen Panda (Panda Kopanda)
- 1984: Nausicaä aus dem Tal der Winde (Kaze no Tani no Naushika)
- 1986: Das Schloss im Himmel (Tenkū no Shiro Rapyuta)
- 1988: Die letzten Glühwürmchen (Hotaru no Haka)
- 1988: Mein Nachbar Totoro (Tonari no Totoro)
- 1989: Kikis kleiner Lieferservice (Majo no Takkyūbin)
- 1991: Tränen der Erinnerung – Only Yesterday (Omohide Poro Poro)
- 1992: Porco Rosso (Kurenai no Buta)
- 1994: Pom Poko (Heisei Tanuki Gassen Pom Poko)
- 1995: Stimme des Herzens – Whisper of the heart (Mimi wo Sumaseba)
- 1997: Prinzessin Mononoke (Mononoke-hime)
- 1999: Meine Nachbarn die Yamadas (Hōhokekyo Tonari no Yamada-kun)
- 2001: Chihiros Reise ins Zauberland (Sen to Chihiro no Kamikakushi)
- 2004: Das wandelnde Schloss (Hauru no Ugoku Shiro)
- 2006: Die Chroniken von Erdsee (Gedo Senki)
- 2008: Ponyo – Das große Abenteuer am Meer (Gake no Ue no Ponyo)
- 2013: Wie der Wind sich hebt (Kaze Tachinu)

### Kurzfilme
- 2001: Kujiratori
- 2002: Koro no Daisanpo
- 2002: Ghiblies Episode 2
- 2003: Mei to Konekobasu
- 2006: Mizugumo Monmon
- 2006: Hoshi wo Katta Hi
- 2006: Yadosagashi
- 2010: Pandane to Tamago Hime

### Fernsehserien
- 1975: Niklaas, ein Junge aus Flandern (Furandāsu no inu)
- 1976: Marco (Haha wo Tazunete Sanzenri)
- 1978: Mirai Shōnen Conan
- 1979: Anne mit den roten Haaren (Akage no An)
- 1982: Lucy in Australien (Minami no Niji no Rūshī)
- 1983: Gesucht, entdeckt, erfunden (Mīmu Iroiro Yume no Tabi)

### OVA
- 1985: Tenshi no Tamago
- 1987: Debiruman

### Musikvideo
- 1995: On Your Mark

### Auftritte
- 2001: „Mononoke-hime“ wa kōshite umareta
- 2013: The Kingdom of Dreams and Madness (Yume to Kyōki no Ōkoku)